# کورنو دی روساتزو
کورنو دی روساتزو (به ایتالیایی: Corno di Rosazzo) یک کومونه در ایتالیا است که در استان اودینه واقع شده‌است.

## خصوصیات
کورنو دی روساتزو ۱۲٫۵ کیلومترمربع مساحت و ۳٬۳۱۳ نفر جمعیت دارد.